# Додж, Нортон
Но́ртон Та́уншенд Додж (англ. Norton Townshend Dodge; (15 июня 1927, Оклахома-Сити — 5 ноября 2011) — американский экономист и коллекционер.

## Биография
Учился в колледже Дип-Спрингс (Калифорния); доктор философии Гарвардского университета. Преподавал в Мэрилендском университете.
Очень много сделал для спасения искусства, отличающегося от традиций соцреализма в советском и постсоветском пространстве.
В качестве советолога и специалиста по советской экономике часто бывал в СССР. Совместно с супругой Нэнси Додж приобретал произведения современных авторов, которые были недооценены у себя на родине.
Всего в годы холодной войны ими было переправлено на Запад и таким образом спасено от уничтожения и забвения более 10 000 произведений советских художников и скульпторов.
В 1995 году Доджи подарили свою коллекцию Рутгерскому университету, где она и находится ныне в форме постоянной выставки в Музее Зиммерли. В Коллекции Нортона и Нэнси Додж, Музей Зиммерли при университете Ратгерс штата Нью Джерси (Нью Бранзуик, Нью Джерси, США) находится значительное собрание нонконформистского искусства из Советского Союза, которое включает в себя работы таких художников, как Олег Васильев, Анатолий Зверев, Илья Кабаков, Валерий Пьянов, Оскар Рабин, Василий Ситников,Олег Целков, Вадим Рохлин, Михаил Шемякин, Миша Брусиловский, Виталий Куликов, Валентин Хрущ, Леонид Соков, Александр Архипенко, Николай Трегуб, Александр Жданов и др.
Нортон Додж снимался в документальном фильме «Вася» о русском художнике Василии Ситникове, с которым Нортон Додж познакомился в 60-е годы в Москве.

## Основные произведения
- «Тенденции производительности труда в советской тракторной промышленности: попытка исследования индустриального развития» (Trends in Labor Productivity in the Soviet Tractor Industry: a Case Study in Industrial Development, 1960, докторские тезисы);
- «Женщины в советской экономике: их роль в экономическом, научном и техническом развитии» (Women in the Soviet Economy: Their Role in Economic, Scientific, and Technical Development, 1966).